# ویکی‌پدیای کریول آییسینی
ویکی‌پدیای کریول آییسینی یا هاییتیایی نسخهٔ هاییتیایی (کریول آییسینی) وب‌گاه ویکی‌پدیا است. زبان هاییتیایی تا ۲۲ مهٔ ۲۰۱۱ از نظر تعداد مقالات در ردهٔ پنجاهم ویکی‌پدیاها قرار گرفته‌است.